# Nehawka, Nebraska
Nehawka, Nebraska (енгл. Nehawka) град је у америчкој савезној држави Небраска.

## Демографија
По попису из 2010. године број становника је 204, што је 28 (-12,1%) становника мање него 2000. године.
| Група             | 2000.       | 2010.       |
| Белци             | 221 (95,3%) | 199 (97,5%) |
| Афроамериканци    | 0 (0,0%)    | 0 (0,0%)    |
| Азијати           | 0 (0,0%)    | 0 (0,0%)    |
| Хиспаноамериканци | 4 (1,7%)    | 4 (2,0%)    |
| Укупно            | 232         | 204         |